# エラブガ
座標: 北緯55度46分 東経52度04分 / 北緯55.767度 東経52.067度

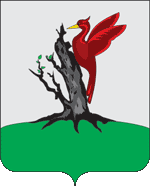
エラブガの紋章（2006年以降）

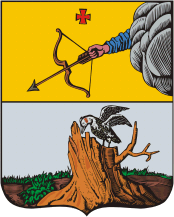
エラブガの紋章（1781年）

エラブガ（イェラーブガ、エラブカ、ロシア語: Ела́буга, ローマ字表記: Yelabuga, Elabuga ; タタール語: Алабуга, Alabuğa, Alabuga, アラブガ）、は、ロシアのタタールスタン共和国東部にある都市。人口は7万3630人（2021年）。ヴォルガ川の支流カマ川の右岸（北岸）に建つ。
共和国首都カザンからは東へ180キロメートル。最寄りの町は南西へ25キロメートル離れた石油化学コンビナートの町ニジネカムスク、北にある化学工場の町メンデレーエフスク、および南東にある自動車工業の町ナーベレジヌイェ・チェルヌイ。
1989年国勢調査での民族構成は、58.7%がロシア人、34.3%がタタール人、1.7%がチュヴァシ人だった。

## 歴史

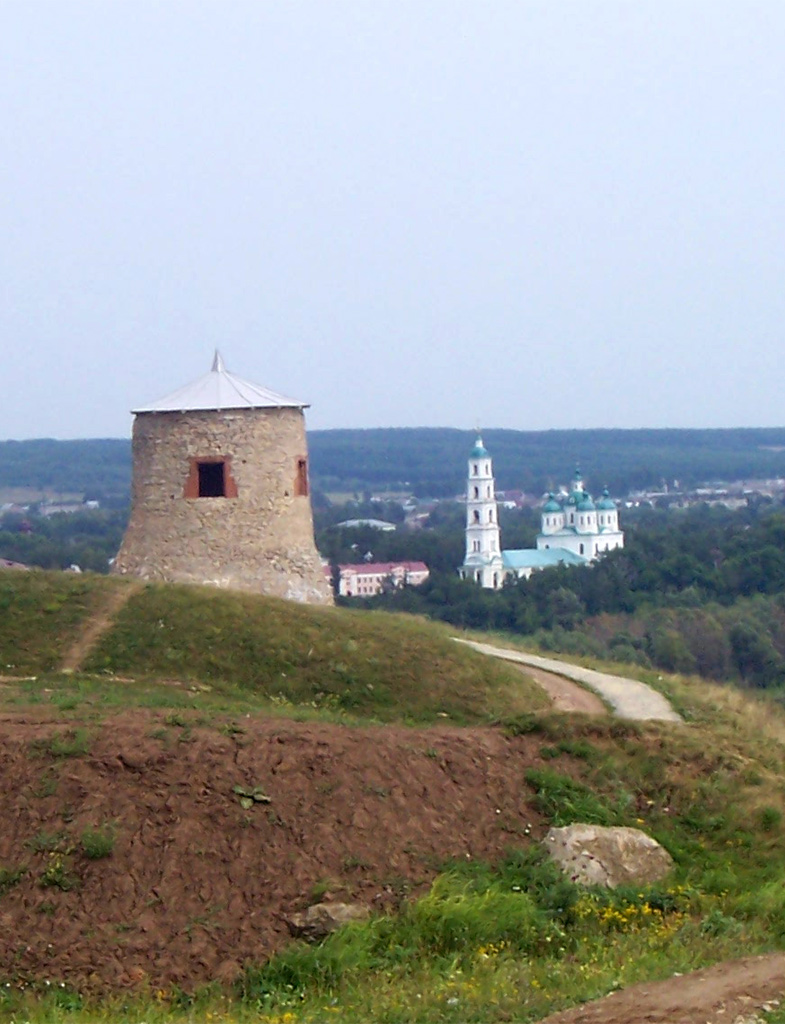
ヴォルガ・ブルガールの建築様式を今に伝える城塞跡「悪魔の城」 （Şaytan qalası）

エラブガの歴史は11世紀頃まで遡る。当時、ヴォルガ・ブルガールの国境を守るための城塞がこの地に建てられていた。この城塞は放棄されたが、現在もその遺構は残っており、「悪魔の城」（タタール語: Şaytan qalası, ロシア語: Чёртово городище）と呼ばれている。
16世紀後半、カザン・ハン国が征服された後にロシア人農民がこの地に入植して村を築いた。この村は1780年に市の地位を与えられた。

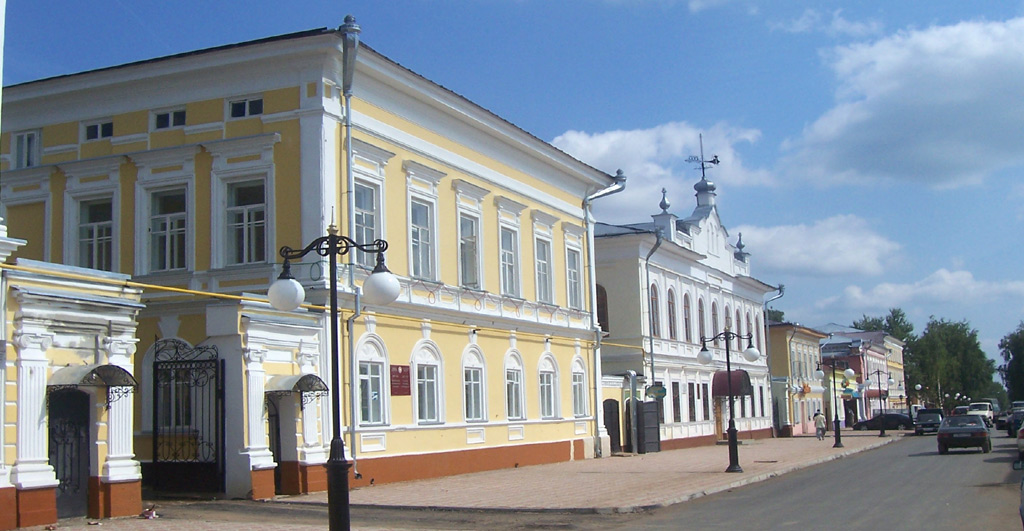
カザン通り

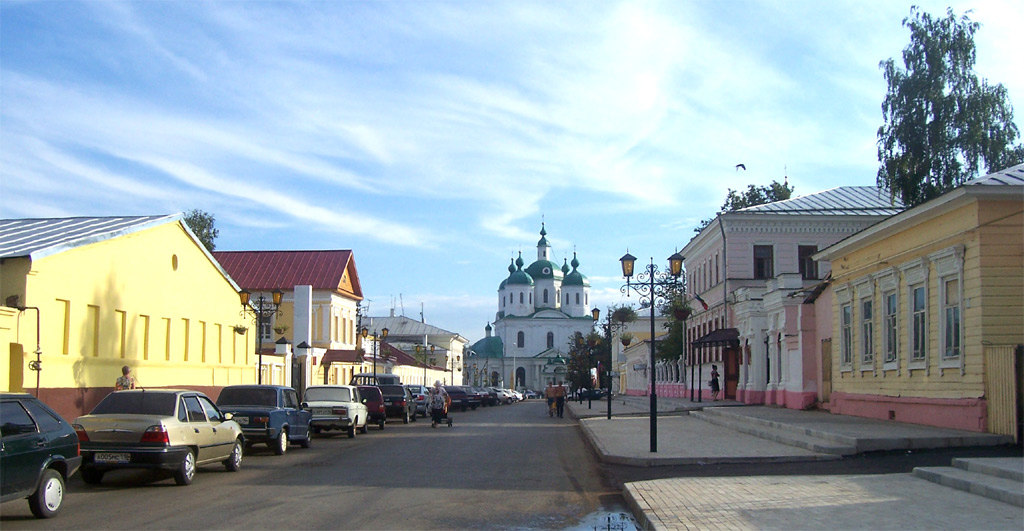
スパッスカヤ通り

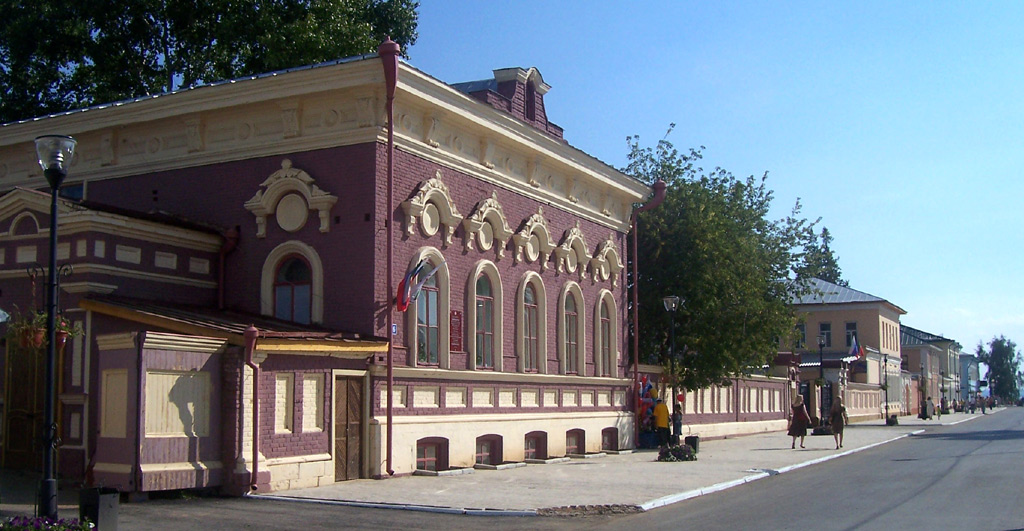
ガッサル通り

第二次世界大戦の戦中にはスターリングラード攻防戦で捕虜となったドイツ兵の収容所がエラブガ市内や周囲の森林に建てられたほか、ルーマニア兵やイタリア兵、ハンガリー兵なども収容された。
戦後には満州などから連行されたシベリア抑留の日本兵が第97収容地区に収容されている。過酷な生活と労働の犠牲となった者の日本人墓地も作られた（2000年、日本の厚生労働省により慰霊碑が建立された）。1960年代から1970年代にかけて、カマ川の対岸にニジネカムスクおよびナーベレジヌイェ・チェルヌイという工業都市が建設されている。
2024年4月2日、ウクライナがドローンにより市内を攻撃。寮などの一部が被害を受け、住民5人が負傷した。

## 経済
タタールスタンでは石油を産しており、エラブガにも石油関連産業などが立地している。
1892年、オーストリアの化学者カール・ヨーゼフ・バイヤー（バイヤー法の開発者）はボーキサイト探索のためエラブガに滞在し、この地にアルミニウム工場を築いている。1990年代にはゼネラルモーターズの組立工場が操業していた。

## 文化
エラブガは19世紀の画家イヴァン・シーシキンの出身地であり、ソ連末期の外交官ゲンナジー・ゲラシモフの出身地でもある。また詩人マリーナ・ツヴェターエワが1941年に疎開先のこの地で自殺しており、エラブガの墓地に葬られている。
スターリングラード攻防戦で捕虜となった軍医クルト・ロイバー（「塹壕の聖母」、または「スターリングラードの聖母」として知られる絵を家族のもとに送ったことで知られる）は、1944年1月にエラブガの収容所で没している。オトフリート・プロイスラーをはじめ、ドイツやイタリアの多くの作家が、エラブガなどタタールスタンの捕虜収容所での体験を後に本にまとめている。
エラブガからはニジニャヤ・カマ国立公園も近い。

## 姉妹都市
- サフランボル、トルコ
- アレクシン、ロシア
- Beryozovsky、ロシア
- ヴァイルハイム・イン・オーバーバイエルン、ドイツ